# 1522

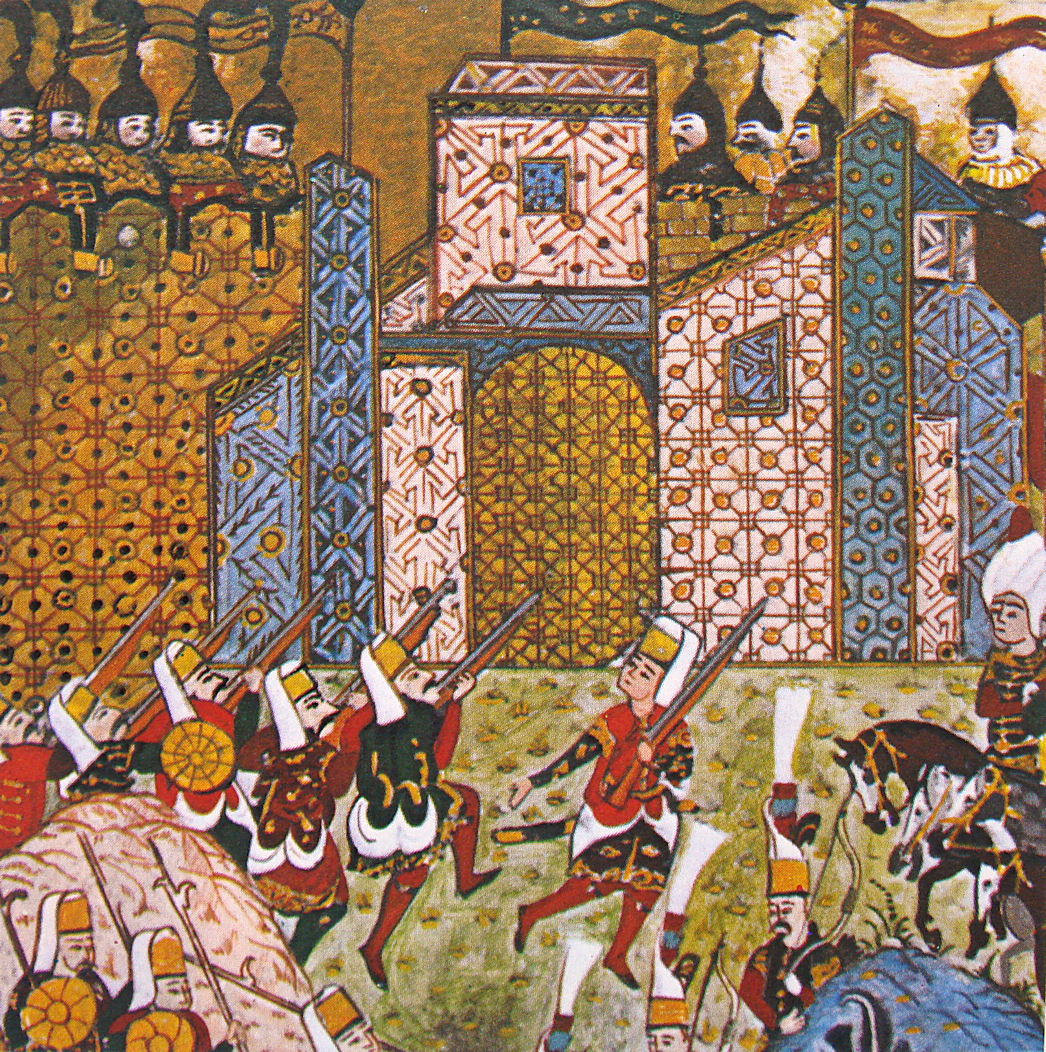
Beleg van Rhodos

Het jaar 1522 is het 22e jaar in de 16e eeuw volgens de christelijke jaartelling.

## Gebeurtenissen
januari
- 9 - Adriaan Florenszoon Boeyens wordt tot paus gekozen.

februari
- 3 - De laatste opstandelingen in de Opstand van de comunidades worden verslagen.
- 7 - verdrag van Brussel: Karel V draagt zijn Oostenrijkse bezittingen over aan zijn jongere broer Ferdinand.

april
- 27 - Slag bij Bicocca: De Fransen onder Odet de Foix worden vernietigend verslagen door een Spaans-Duits leger. De Fransen trekken zich terug uit Lombardije.
- 23 - Karel V benoemt Frans van der Hulst tot inquisiteur-generaal in de Lage Landen en stelt de instructie vast voor dit apparaat.

mei
- 9 - Paus Adrianus VI schrijft de bul Exponi nobis fecisti: De Franciscanen en andere bedelorden krijgen uitgebreide rechten in die delen van de Nieuwe Wereld waar geen bisschoppen zijn.

juni
- 16 - Verdrag van Windsor: Hendrik VIII en Karel V beloven samen oorlog te voeren tegen Frankrijk. Karel zal trouwen met Hendriks dochter Maria.
- 26 - Begin van het Beleg van Rhodos: De Ottomanen belegeren Rhodos.

augustus
- 28 - Na een reis van enkele maanden komt paus Adrianus VI aan in Rome.
- 31 - Kroning van paus Adrianus VI
- Begin van de Ridderoorlog: Onder leiding van Franz von Sickingen strijden ridders tegen de invloed van de geestelijkheid in het Heilige Roomse Rijk.

september
- 6 - Onder leiding van Juan Sebastián Elcano keert de Victoria terug in Spanje als enige schip van de door Ferdinand Magellaan begonnen reis om de wereld.

december
- 21 - Raadslieden uit Jutland verklaren koning Christiaan II van Denemarken te willen afzetten en te vervangen door Frederik van Sleeswijk-Holstein. Dit zal leiden tot Deense Successieoorlog.
- 22 - Einde van het Beleg van Rhodos. Rhodos valt in Ottomaanse handen.

zonder datum
- Enriquillo begint een opstand van de indianen op Hispaniola tegen de Spanjaarden.
- Moskovië annexeert Novhorod-Siversky.
- Lübeck treedt toe tot de Zweedse Onafhankelijkheidsoorlog aan de Zweedse zijde.
- Rome wordt getroffen door een pestepidemie.
- Het huwelijk van Lodewijk II van Hongarije en Maria van Oostenrijk wordt effectief.
- Pascual de Andagoya doet een mislukte poging het Incarijk te veroveren.
- Een aardbeving verwoest Almería.

## Beeldende kunst

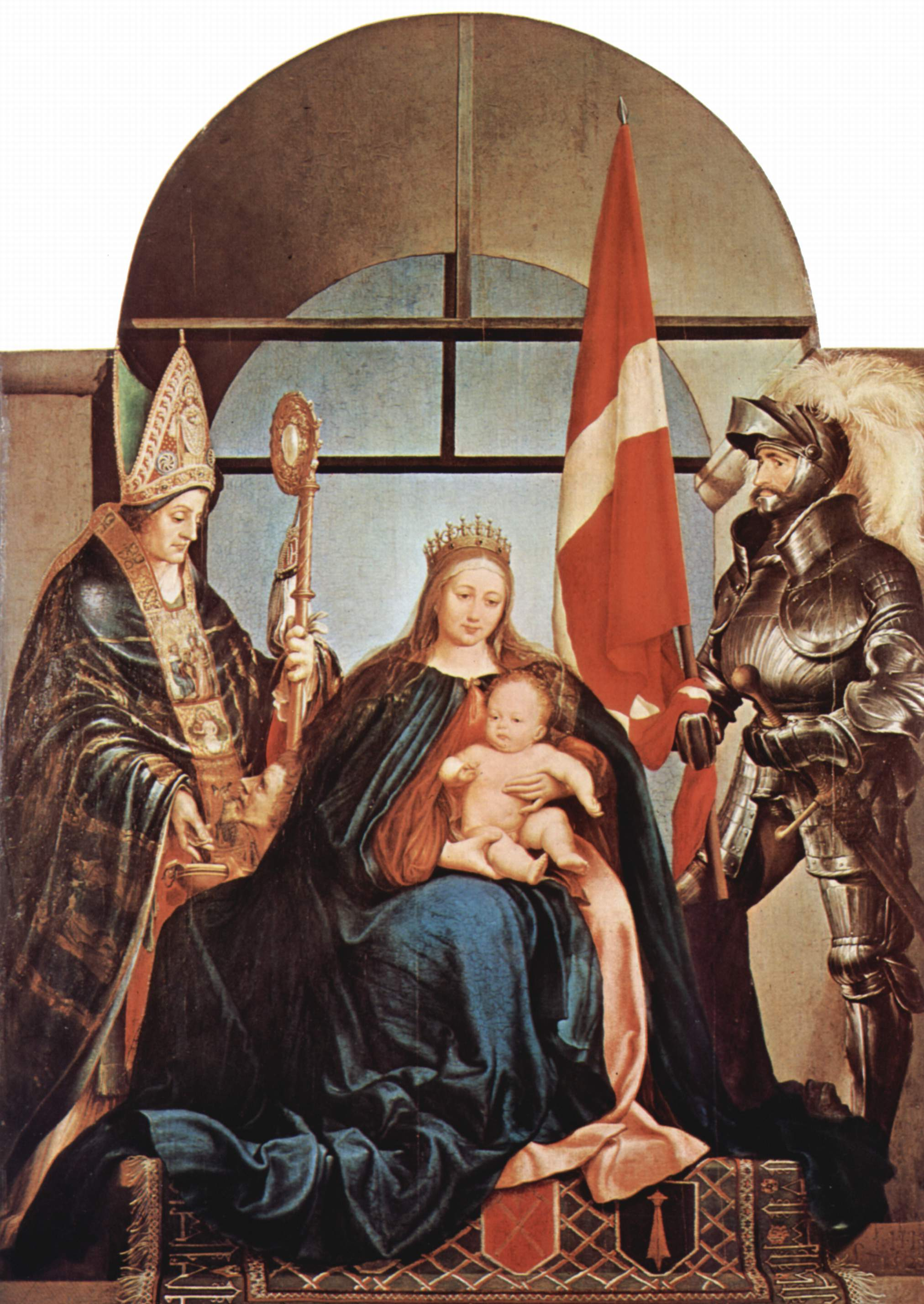
Hans Holbein de Jonge: Madonna van Solothurn
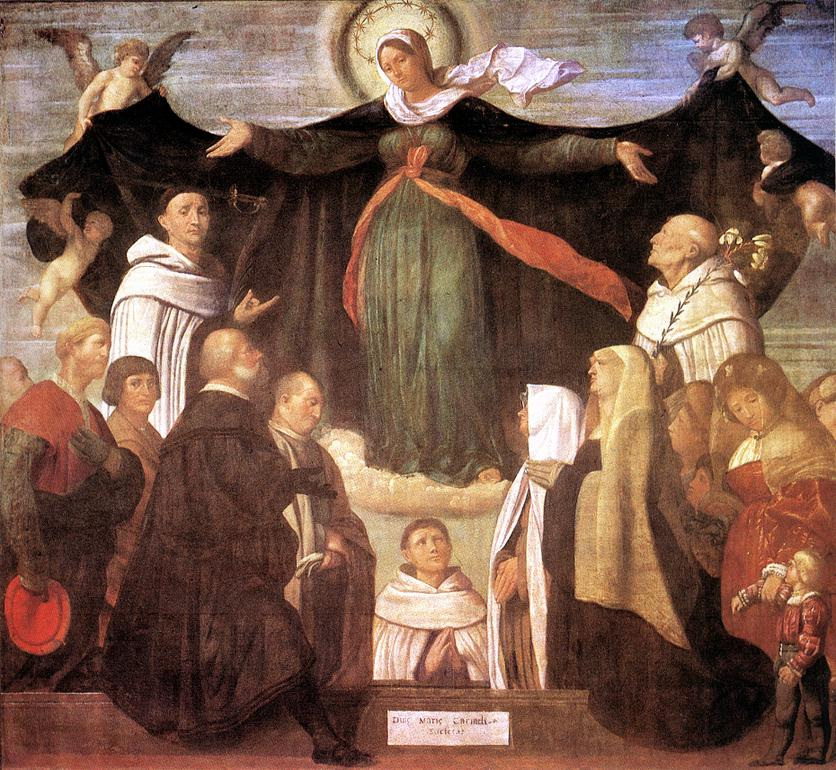
Moretto da Brescia: Madonna van Carmel
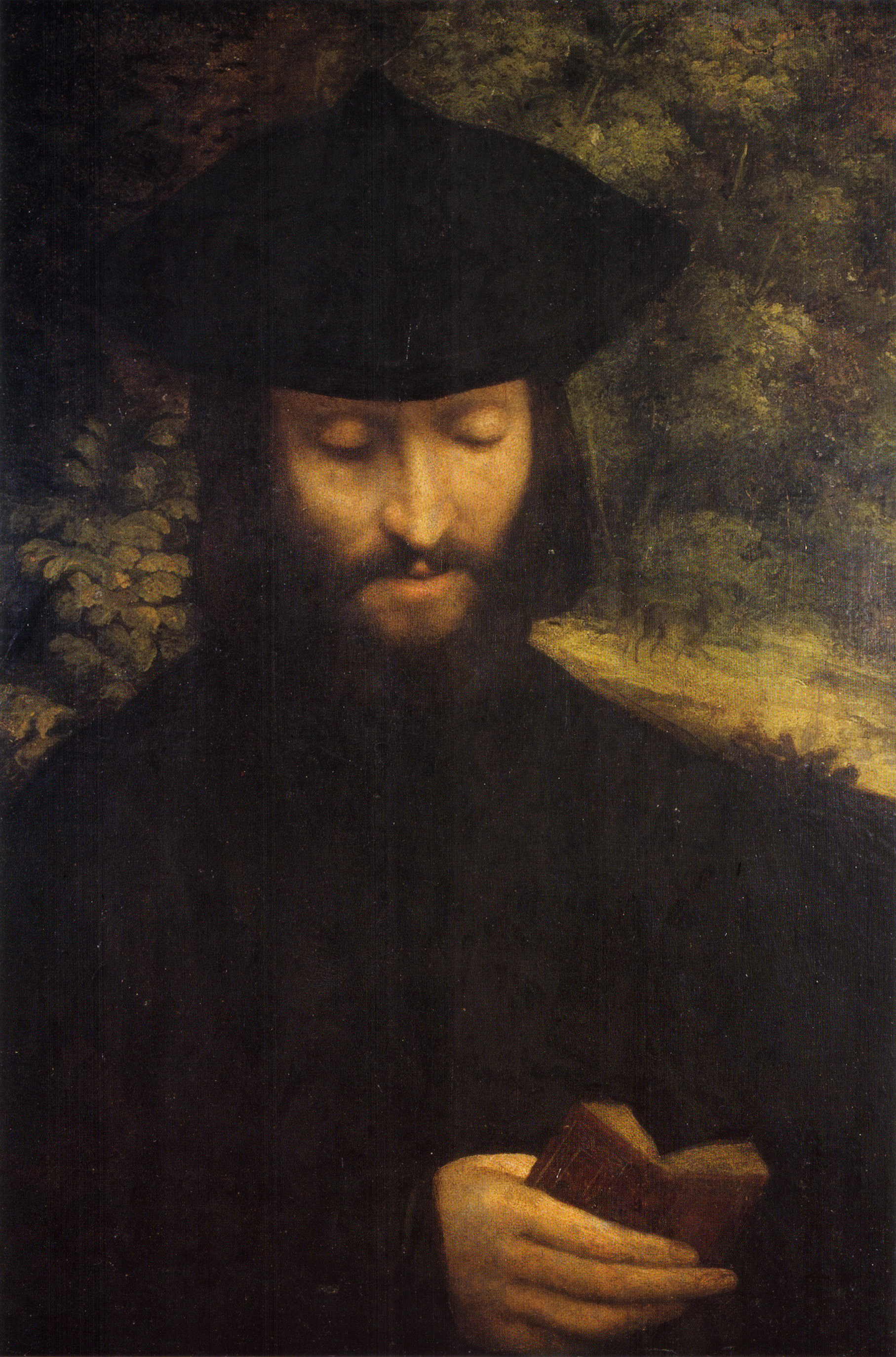
Antonio da Correggio: Man met boek
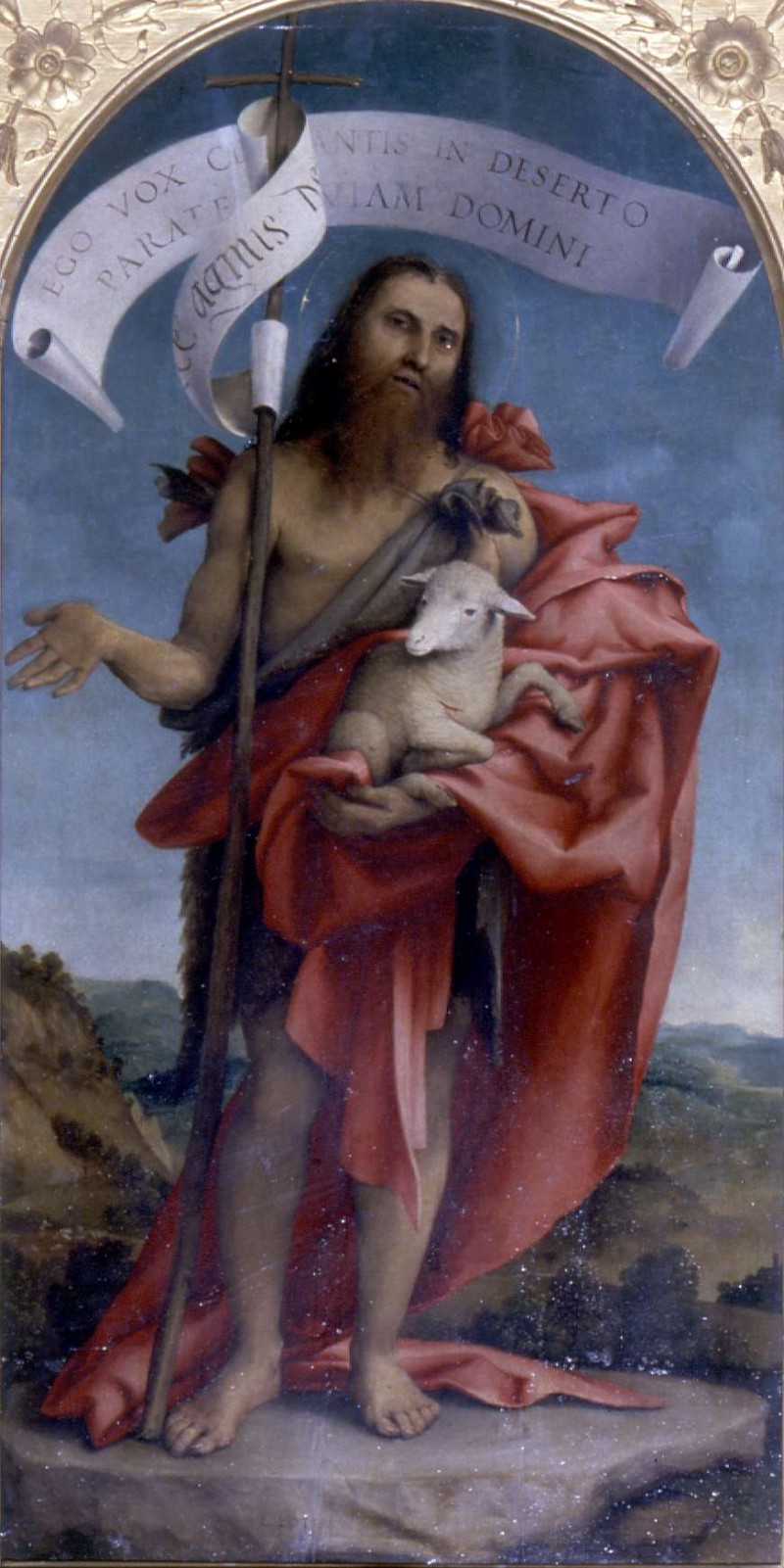
Lorenzo Lotto: Ponteranica retabel (detail)

## Opvolging
- Albret: Alain opgevolgd door zijn kleinzoon Hendrik II van Navarra
- patriarch van Constantinopel: Theoleptus I opgevolgd door Jeremias I
- Holland en Zeeland (stadhouder): Antoon I van Lalaing als opvolger van Hendrik III van Nassau-Breda
- Manipur: Chingkhong Lamgai Ngamba opgevolgd door Nongyin Phaaba
- metropoliet van Moskou: Daniël als opvolger van Varlaam
- Napels (onderkoning): Ramón Folch van Cardona opgevolgd door Karel van Lannoy
- Oostenrijk en Württemberg: koning Karel V opgevolgd door zijn broer Ferdinand I
- paus: Adriaan Floriszoon Boeyens als Adrianus VI als opvolger van Leo X
- Vietnam: Chiêu Tông opgevolgd door Cung Hoàng

## Afbeeldingen

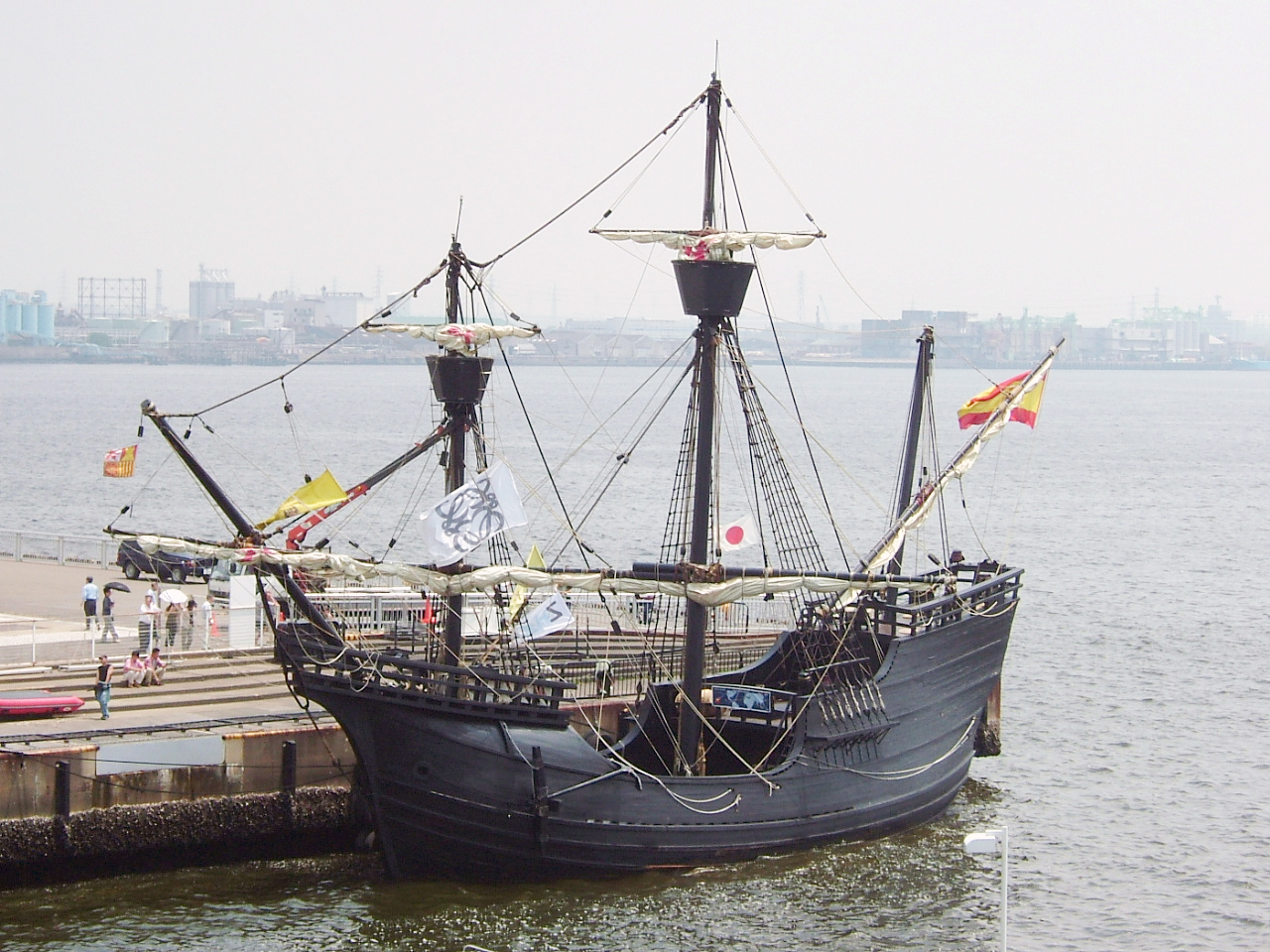
Victoria (replica)
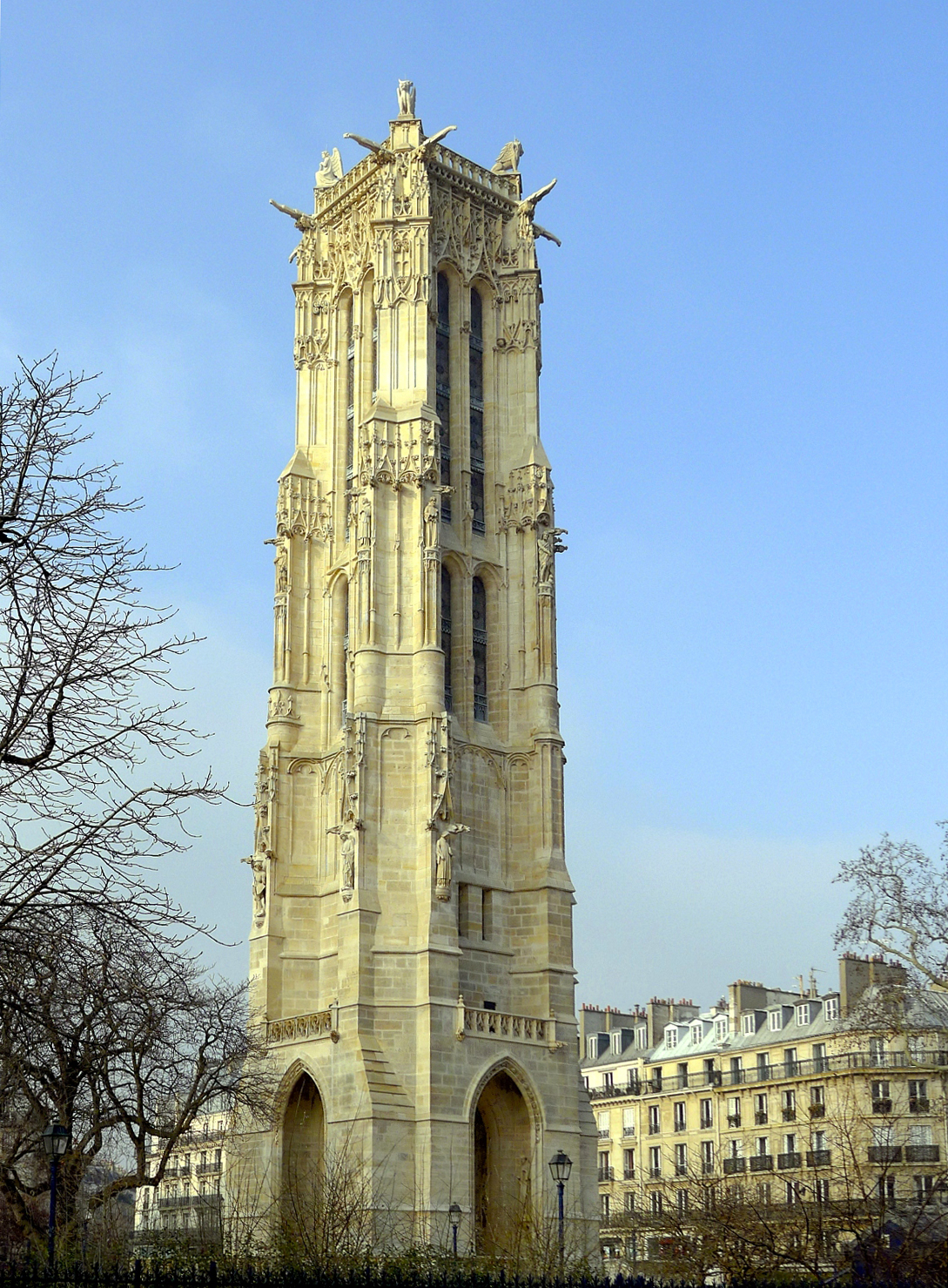
Tour Saint-Jacques, Parijs (voltooid 1522)
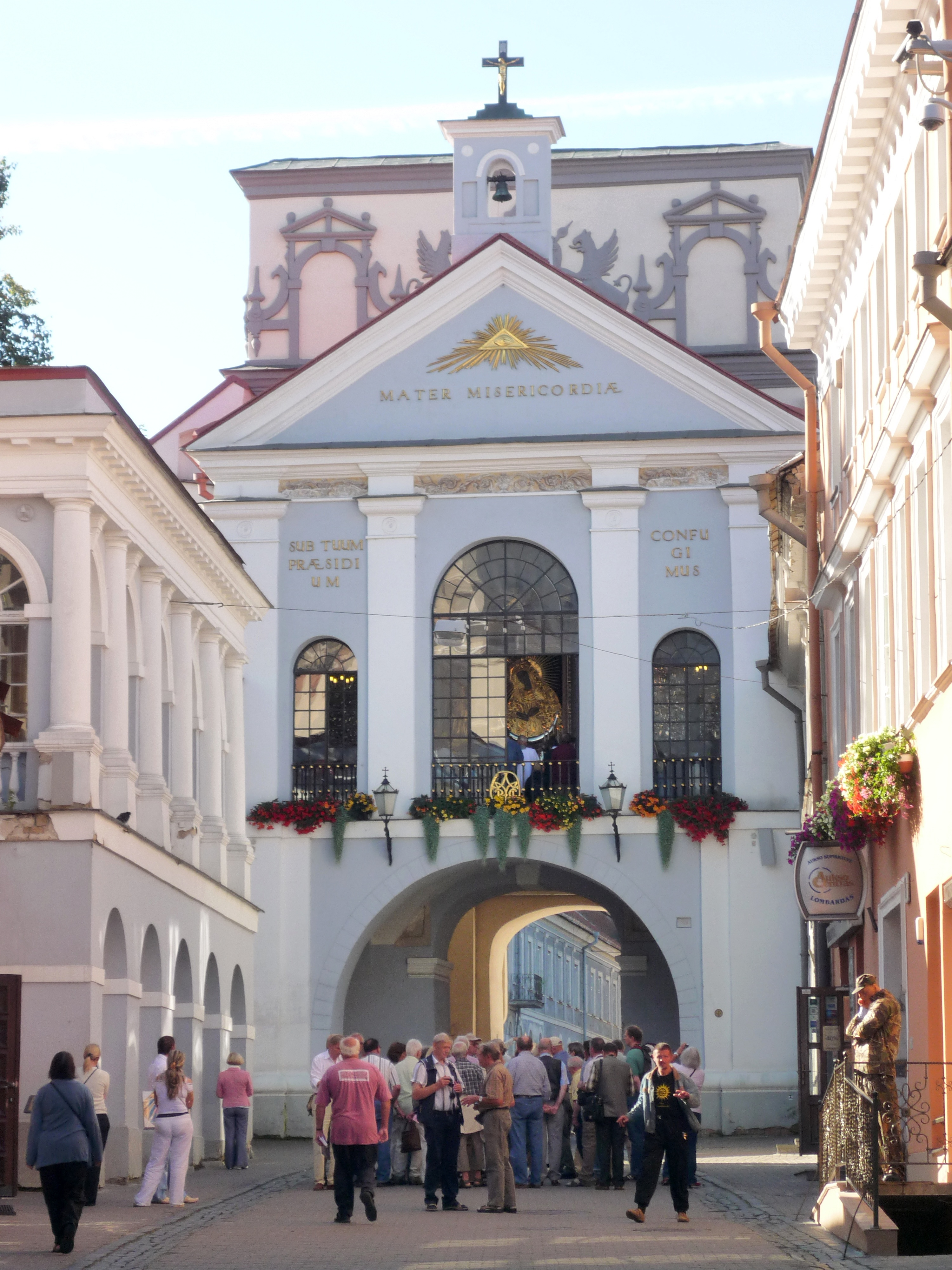
Poort van het Morgenrood, Vilnius (voltooid 1522)

## Geboren
- 3 januari - Giovanni Carlo Bovio, Napolitaans prelaat
- 22 januari - Karel II van Orléans, Frans edelman
- 2 februari - Lodovico Ferrari, Italiaans wiskundige
- 21 maart - Mihrimah Sultan, Ottomaans prinses
- 28 maart - Albrecht Alcibiades van Brandenburg-Kulmbach, Duits edelman
- 5 juli - Margaretha van Parma, landvoogdes der Nederlanden (1559-1567)
- 25 juli - Anna van Lotharingen, Lotharings edelvrouw
- 27 juli - Augustijn Huens, Zuid-Nederlands theoloog
- 31 juli - Karel II van Croÿ, Frans edelman
- 11 september - Ulisse Aldrovandi, Italiaans natuuronderzoeker
- 18 november - Lamoraal van Egmont, Noord-Nederlands staatsman
- Joachim du Bellay, Frans dichter
- Guido de Brès, Zuid-Nederlands theoloog
- Dirck Volkertsz. Coornhert, Noord-Nederlands kunstenaar, theoloog en geleerde
- Nicolaas Despars, Zuid-Nederlands politicus en historicus
- Honorius I, heer van Monaco
- Naito Masatoyo, Japans samoerai
- Walburgis van Nieuwenaar, Duits edelvrouw
- Lazarus von Schwendi, Duits legeraanvoerder
- Sen no Rikyu, Japans theeschenker
- Eleonora van Toledo, Spaans edelvrouw
- Simon Verepaeus, Zuid-Nederlands leraar
- Jan II van de Werve, Zuid-Nederlands jurist
- Frans Huys, Zuid-Nederlands graveur (jaartal bij benadering)
- Giovanni Battista Moroni, Milanees schilder (jaartal bij benadering)
- Antonius van Weert, Nederlands martelaar (jaartal bij benadering)

## Overleden
- 27 februari - Pieter Laurijn (32), Zuid-Nederlands politicus
- 10 maart - Ramón Folch van Cardona (~54), Aragonees legerleider en diplomaat
- 28 maart - Jan III van Montfoort (~73), Noord-Nederlands edelman
- 13 juni - Piero Soderini (70), Florentijns politicus
- 30 juni - Johannes Reuchlin (67), Duits filosoof
- 25 juli - Giovanni Spinelli, Napolitaans diplomaat
- 14 september - Jean Glapion, Frans geestelijke
- september - Jaume Fiella, Aragonees jurist
- 20 oktober - Erik van Saksen-Lauenburg (~50), Duits prelaat
- oktober - Alain van Albret (~82), Frans edelman
- 14 november - Anna van Beaujeu (61), Frans prinses
- 21 december - Walburg van Bronckhorst-Borculo (~64), Noord-Nederlands edelvrouw
- 28 december - Catharina van Palts-Simmern (~67), Duits edelvrouw
- Piero di Cosimo (~60), Italiaans schilder
- Jan van den Dale, Zuid-Nederlands rederijker en schilder
- Johannes Hoen (~93), Limburgs edelman
- Otto van Solms-Braunfels, Duits edelman